# Ilka Rezette
Ilka Rezette, née le 12 décembre 1902 et morte le 27 novembre 1988, est une romancière belge francophone. Elle écrit également des romans et nouvelles sous les pseudonymes d'Ilka Legrand, de Cécile d'Argel, Pierre Lacombe, Marc Roger et Ann de Ann et Gwen (en collaboration avec Jacqueline Bolle) et remporte plusieurs prix dont le 1er prix ex aequo au Grand Concours International de la Nouvelle pour la Belgique et celui du New York Herald Tribune. L'un des romans d'Ann et Gwen, Grand-mère, agent secret, est adapté en feuilleton télévisé en 1972 sous le nom de Le 16 à Kerbriant. 

## Biographie
Ilka Anne Irma Charlotte Rezette naît le 12 décembre 1902 à Bruxelles en Belgique. 

## Publications

### Sous son nom
- Le Dernier Cognac de monsieur Poitevin, dans Meurtres en pays charentais, Paris, Librairie des Champs-Élysées, collection Le Masque no 1065, 1969 (anthologie avec des nouvelles d'Ilka Rezette, de Pierre Frachet, de Philippe Verteuil et de Maurice Bastide.)

### Sous le pseudonyme d'Ilka Legrand

#### Romans
1. Catriona des Bruyères, 1966
2. Reviens, Catriona, reviens !, 1969
3. La Fille de Catriona, 1970

- Le portrait de Lady Jane Grey, 1972

#### Nouvelles
- Il y a Prescription, 19532ème au Grand Prix de la nouvelle policière[2]
- La Chose, 1959Écrit avec Alec Sandre.
- Le Rire dans la maison, 1959Fiction n°70
- Fleur de cimetière, 1962Fiction n°104

### Sous le pseudonyme d'Ann et Gwen (avec Jacqueline Bolle)
- C'est toi que j'aime
- Rendez-vous à Vienne
- Le Lac d'amour, 1954
- La Jeune fille éblouie, 1954
- Ma fleur d'Écosse, 1955
- Le Don d'Isobel, 1956
- La Croisière royale, 1956
- La Princesse de l'aube, 1956
- Olivia ma petite fille, 1957
- Tendre rebelle, 1957
- Erik Doutchkine, 1958
- L'Homme que je hais, 1960
- La Cour du miracle, 1960
- Le Secret de la chapelle, 1960
- La Chanson d'Iloushka, 1962
- Le Droit d'aimer, 1963
- Une panthère au biberon, 1963
- L'escargot, 1963
- Nathalie, mon amour !, 1963
- Prends garde, Sophie, 1964
- Le Rocher des mouettes, 1964
- L'Enfant passionnée, 1965
- Demain, je me marie !, 1966
- Médecin de service, 1967
- Il faut choisir, 1967
- Le Médecin que j'aime, 1968
- Je ne peux pas l'aimer, 1968
- Florence, si tu savais, 1970
- Les jeux de l'amour, 1971
- Grand-mère agent secret, 1972Écrit avec Jean-Claude Pasquiez.
- Un médecin a tué, 1973
- Qui es-tu, Wanda ?, 1973
- Néant, aller-retour, 1973Écrit avec Jean-Claude Pasquiez.
- La Bataille des tomates, 1974Écrit avec Jean-Claude Pasquiez.
- La Mélodie meurt, 1974
- Am stram drogue, 1975
- Un Soir, un sapin, 1975
- En rase-mottes, 1977

### Sous le pseudonyme de Cécile d'Argel

#### Romans
- Le Pays perdu, 1958
- Pour sauver le prince..., 1965
- Pampelune chien trouvé, 1966